# 希臘古甕頌

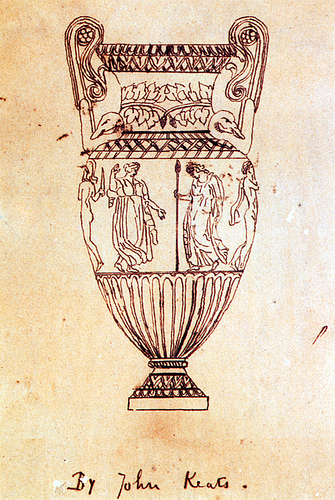
索西比奥斯瓶(Sosibios vase)的雕版摹画，济慈作

《希腊古瓮颂》（英语：Ode on a Grecian Urn）是英国浪漫主义诗人约翰·济慈(John Keats)的诗作，作于1819年5月，首次匿名发表于《1819 年艺术年鉴》(Annals of the Fine Arts for 1819) （见1820 年诗歌） 。
这首诗是济慈的“1819年六大颂诗”之一，其他五首包括《怠惰颂》、《忧郁颂》、《夜莺颂》、《心灵颂》、《秋颂》。在创作晚期，济慈不满足于早期诗歌体例，于是发展出了全新的颂体。他阅读了英国的作家兼画家本杰明·罗伯特·海登 (Benjamin Haydon) 的两篇文章后，灵感泉涌而提笔写下了这首诗。济慈对描写古典希腊艺术的作品非常了解，他曾经还研究了埃尔金石雕(Elgin Marbles)，并以“埃尔金石雕”为名写了一首诗，通过这些研究，济慈了解到古典希腊艺术体现的理想主义哲学和对希腊人所推崇的美德的表现，这对他的诗产生了深刻的影响。
《希腊古瓮颂》共五节，每节十行，主题是刻画一个源于古希腊的瓮，诗中描写并阐释了瓮表面所绘图像。 济慈描写了两个画面，一个是青年男子追逐他的心上人，另一个是村民们和牧师走在去往祭祀仪式的路上。 诗人在诗的结尾写下瓮留给人类后代的话: “美即是真，真即是美——这是你们在世上所知道的和应该知道的一切”。 批评家们一直在争论这几句诗是否能够和整首诗所表达的概念完美契合，他们也同样关注诗人的角色、物质所能赋予的灵感以及诗歌中体现的现实与理想之间的矛盾关系。
《希腊古瓮颂》在当时并未被批评家们广泛接受，直到19世纪中叶，这首诗才受到了人们的颂扬。如今这首诗被列为世界上最伟大的英文颂诗。  诗歌的最后几句诗词在20世纪饱受争议，尽管这首诗存在一些不足之处，大多数人都认可这首诗所传达出的美感。

## 背景

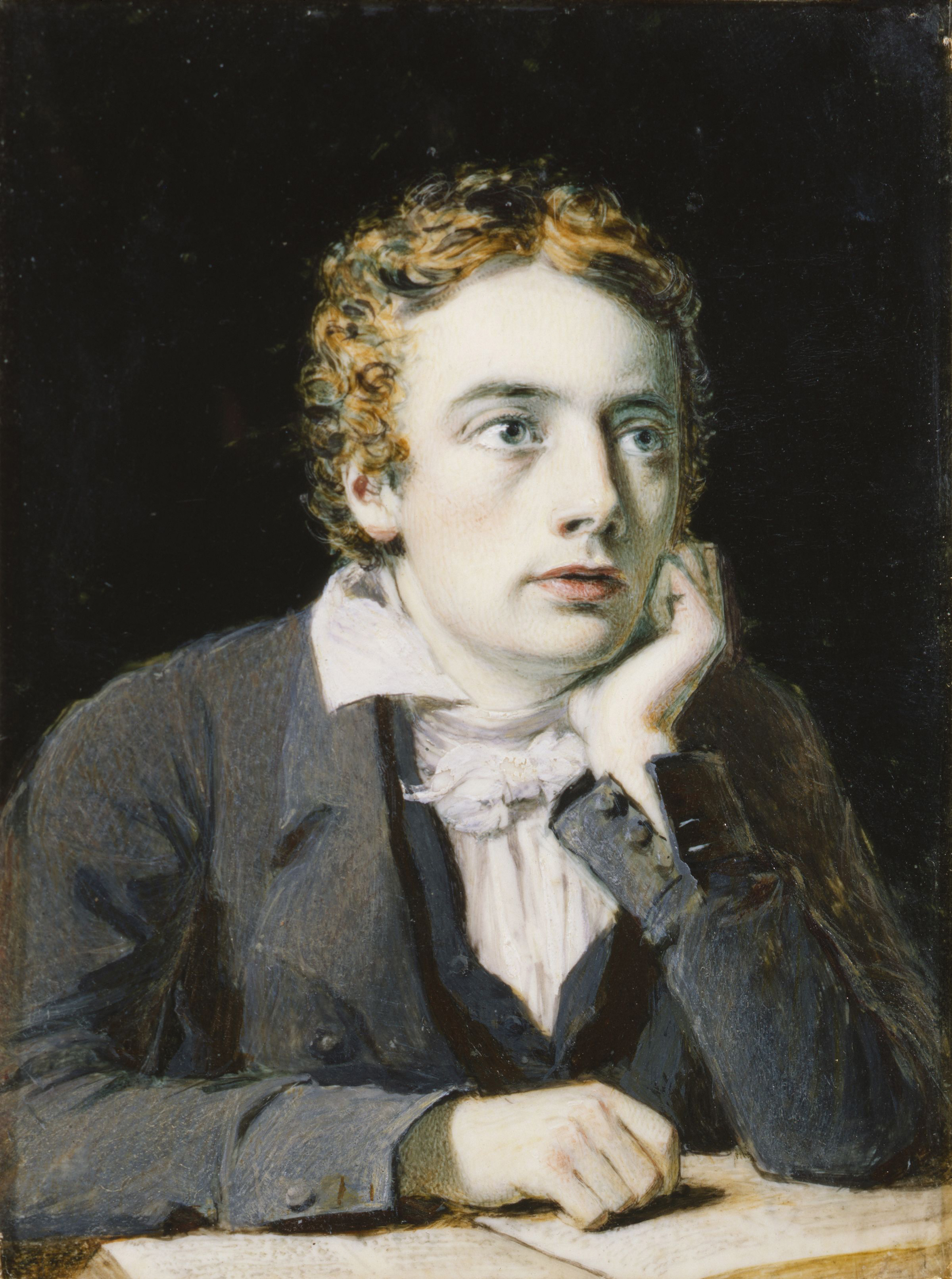
约翰·济慈的画像，绘于 1819 年。由济慈的友人约瑟夫·塞文 (Joseph Severn) 绘制

1819年春，济慈辞去了伦敦萨瑟克盖伊医院 (Guy's Hospital, Southwark) 的裹伤员（外科医生助理）的工作，全身心地投入到诗歌创作中。济慈时年23 岁，手头拮据，与朋友查尔斯·布朗(Charles Brown) 住在一起。当济慈的弟弟乔治向他寻求经济援助时，济慈陷入绝望。现实的打击可能让济慈对自己的诗歌生涯有所顾虑，但他还是完成了五首颂诗的创作，包括《夜莺颂》、《心灵颂》、《忧郁颂》、《怠惰颂》和《希腊古瓮颂》。 这些诗经由布朗誊写，他后来向出版商理查德伍德豪斯提供了写本。这些诗歌确切的创作日期不详，济慈在《希腊古瓮颂》简单地标注了日期，时间为1819 年5月，其他颂诗也是如此。虽然这五首诗的诗节形式和主题统一，但这并不能清楚地表示这些诗的创作顺序。 
济慈在1819 年创作的颂诗中探讨了灵魂、永恒、自然和艺术之间关系。他曾经阅读过海顿在《观察家报》(Examiner) 发表的两篇文章，分别写于1819年的5月2日和5月9日，这两篇文章对其诗歌的影响体现在对古典希腊艺术的隐喻描写中。在第一篇文章中，海顿描述了希腊的祭祀和礼拜仪式，在第二篇文章中，对比了拉斐尔 (Raphael) 和米开朗基罗 (Michelangelo) 的艺术风格，探讨了中世纪的雕塑作品。此外，济慈在海顿的工作室看到了希腊古瓮的版画，他还找到了“索西比奥斯瓶”的版画。索西比奥斯瓶是一个新雅典式的大理石双耳喷口杯瓶，外有螺旋形式样，署名索西比奥斯，现展于卢浮宫。 济慈在亨利·摩西 (Henry Moses) 所写的《古董花瓶、祭坛、盛酒浅盘》(A Collection of Antique Vases, Altars, Paterae)一书中找到了“索西比奥斯瓶”的画像。  
济慈在创作这首诗时，其灵感来源不仅限于海顿，还包括许多同一时期的资料。 在这首诗的创作过程中，济慈可能回想起了他曾见过的埃尔金石雕以及他为此写的十四行诗《观埃尔金石雕》(On Seeing the Elgin Marbles)。 济慈还接触过汤利花瓶 (Townley)、博尔盖塞花瓶 (Borghese) 和荷兰之家花瓶 (Holland House vases)，以及罗伯特·伯顿 (Robert Burton) 写《忧郁的解剖》(The Anatomy of Melancholy) 时其经典的叙事手法。当时围绕这些作品展开讨论的许多文章都认同济慈的观点，即古典希腊艺术既体现了理想主义哲学，又体现了希腊人所推崇的美德。尽管他的创作受当时希腊花瓶的样式影响，但他在诗中试图描述的是一种理想状态下的艺术形式，而不是具体的原始参照物。 
《希腊古瓮颂》于1819年5月写成，该颂诗第一次发表是在1820年1月，与《夜莺颂》一起刊登在《艺术年鉴》(Annals of Fine Art) 上。《艺术年鉴》是一本艺术杂志，其推崇的观点与济慈所持相似。 《希腊古瓮颂》初次发表后，《观察家报》将济慈的颂歌与海顿此前发表的两篇文章刊登在一起。 济慈还将这首诗收录在其1820年的作品集《拉米亚，伊萨贝拉，圣亚尼节前夕和其他诗歌》(Lamia, Isabella, The Eve of St Agnes, and Other Poems)。 

## 原作与中译
Thou still unravish'd bride of quietness,
你激情未启的恬静新娘，
Thou foster-child of silence and slow time,
你受养于寂寂悠悠岁月，
Sylvan historian, who canst thus express
你林下优游的太史，能如是描绘
A flowery tale more sweetly than our rhyme:
缤纷韵事比诸我等诗韵更甜美：
What leaf-fring'd legend haunts about thy shape
何样镶叶传奇出没于你所形塑
of deities or mortals, or of both,
的神或凡，或神凡相会，
In Tempe or the dales of Arcady?
于坦佩或阿凯地山谷？
What men or gods are these? What maidens loth?
何方男子或男神？何方受迫少女？
What mad pursuit? What struggle to escape?
何等疯狂追逐？何样挣扎逃脱？
What pipes and timbrels? What wild ecstasy?
何处笛声鼓击？何等疯野狂喜？
Heard melodies are sweet, but those unheard
听见的旋律很美，但听不见的
Are sweeter: therefore, ye soft pipes, play on;
更美：故，清柔笛声，吹吧；
Not to the sensual ear, but, more endear'd,
非为感官之耳，而是，更深情地，
Pipe to the spirit ditties of no tone:
为心灵吹奏无音小曲：
Fair youth, beneath the trees, thou canst not leave
美少年，倚树下，你难舍
Thy song, nor ever can those trees be bare;
你的歌，树也永难舍叶；
Bold lover, never, never canst thou kiss,
勇敢恋者，永永远远无法触吻，
Though winning near the goal — yet, do not grieve;
虽几乎赢得芳心 — 然，莫伤悲；
She cannot fade, though thou hast not thy bliss,
她不会消逝，虽未臻于极乐，
For ever wilt thou love, and she be fair!
你会永远地爱，她会永远地美！
Ah, happy, happy boughs! that cannot shed
啊，快乐，快乐枝枒！难舍难离
Your leaves, nor ever bid the spring adieu;
你的叶，永不向春天告别；
And, happy melodist, unwearied,
而，快乐笛手，不倦不疲，
For ever piping songs for ever new;
永远吹奏全新乐曲；
More happy love! more happy, happy love!
更多欢爱！更多欢喜，欢爱！
For ever warm and still to be enjoy'd,
永远温存且尚待乐享，
For ever panting, and for ever young;
永远急吁，永远年青；
All breathing human passion far above,
远远超乎凡人炽恋，
That leaves a heart high-sorrowful and cloy'd,
使一颗心悲极腻极，
A burning forehead, and a parching tongue.
额头灼烧，舌燥热。
Who are these coming to the sacrifice?
前来献祭为何人？
To what green altar, O mysterious priest,
前去何方绿祭坛，哦　神秘祭司，
Lead'st thou that heifer lowing at the skies,
是你引领着望空低哞的牝犊，
And all her silken flanks with garlands drest?
和她饰以花环的柔软胁腹吗？
What little town by river or sea shore,
是哪座河畔或海滨小镇，
Or mountain-built with peaceful citadel,
或依山而建的宁静堡垒，
Is emptied of this folk, this pious morn?
空无祭献信徒，无此虔祭之晨？
And, little town, thy streets for evermore
而，小镇，你的街道永远
Will silent be; and not a soul to tell
将沉寂；无一魂灵述说
Why thou art desolate, can e'er return.
为何你会荒芜，永难返。
O Attic shape!Fair attitude! with brede
哦　雅典之形！典雅之姿！交错成列
Of marble men and maidens overwrought,
精雕细琢的男女石像，
With forest branches and the trodden weed;
伴以杂林丛枝踏径野草；
Thou, silent form, dost tease us out of thought
你，形以静默，逗引我们遐思
As doth eternity: Cold Pastoral!
一如永恒：凄寒田园牧歌！
When old age shall this generation waste,
当现今世代滔尽老去年华，
Thou shalt remain, in midst of other woe
你仍存留，身处他样烦忧
Than ours, a friend to man, to whom thou say'st,
异于我们，以朋友之名，对人言道，
"Beauty is truth, truth beauty, — that is all
“美即真，真即美 — 那就是全部
Ye know on earth, and all ye need to know."
你们在世上所知，你们所需要得知。”

## 诗歌结构
1819年，济慈尝试过写十四行诗，但这种形式并不能满足他的创作目的，因为十四行诗规定的韵律与他想要的音调相悖。而当他尝试写颂诗时，他又发现约翰·德莱顿等诗人使用的标准的品达式颂诗无法满足探讨哲学的目的。 济慈在写《心灵颂》时发展出了全新的颂体，而《心灵颂》的创作早于济慈在1819年写的颂诗，包括《希腊古瓮颂》。济慈的颂诗确立了新的诗歌基调，符合他对诗歌的审美观念。他在创作《夜莺颂》和《希腊古瓮颂》时，进一步改变了这种新形式，在颂诗中加入了另外一个叙事声音，在两个主题之间建立对话。 《希腊古瓮颂》这首诗所采用的叙事技巧为“语象叙事”，即用诗歌描述画作或雕塑，该技巧此前见于忒奥克里托斯 (Theocritus) 的作品《田园诗》(Idyll)，是一首描写杯子外表设计的古典诗歌。然而，忒奥克里托斯只描写了静态艺术品上所画人物的动作和其背后的动机，济慈打破了传统，《希腊古瓮颂》以一系列提问代替了动作描写，并且只关注人物外部特征的描写。 
《希腊古瓮颂》全诗分五节，每节十行。开头遵循abab的韵律格式，结尾采用了诗人弥尔顿在其诗歌末尾六行常用的韵律格式（第一和第五节的韵律为cdedce，第二节为cdeced，第三和第四节为cdecde）。 《怠惰颂》、《忧郁颂》、《夜莺颂》三首诗的韵律整体也采用了相同的结构（但每首诗末尾六行的韵律格式各不相同），诗歌的结构和主题由此达成统一。  “颂诗”这个词源自希腊语，意为“歌唱”。古代的颂诗诗人严格遵守正旋舞歌、回舞歌、长短句交替颂诗的格律形式要求，然而到了济慈所处的时代，颂诗的形式发生了转变，格律形式成为了一种风格，而不再是创作特定类别的抒情诗所必须采取的固定手段。在创作颂诗的过程中，济慈总是试图在极与极之间寻求“经典之间的平衡”，以《希腊古瓮颂》为例，在结构方面，济慈面对的两个极端是古典文学所遵循的对称结构和浪漫主义诗歌的不对称结构。这首诗每一节开头所使用的abab韵律格式正是古典文学所使用的结构，其余六行似乎打破了希腊和罗马颂诗的传统风格。 
从这首诗的韵律可以看出，济慈在创作诗歌的过程中有意识地在发展其诗歌风格。该颂诗有且只有一个中间音步倒置的例子（在诗行中间加入颠倒的抑扬格），这种手法常见于济慈早期的作品。全诗共250个音步，其中有37个音步均加入了扬扬格。任意一行的第四个音节之前不会出现节律的停顿。济慈早期多使用拉丁语多音节词，但在这首诗中，可以看到其用词向更短的日耳曼语系词转变。在《希腊古瓮颂》的第二节里，诗人在含有字母“p”、“b”和“v”的单词上使用二韵脚，即重复辅音，从而强调了这部分单词。这首诗出现了大量的类韵，且用法十分复杂，这种情况在英语诗歌中很少出现，比如，第13行（“Not to the sensual ear, but, more endear'd”）中，“sensual”的“e”和“endear'd”的“e”是一组类韵，“ear”的“ea”和“endear'd”的“ea”是另一组。 

## 诗歌分析

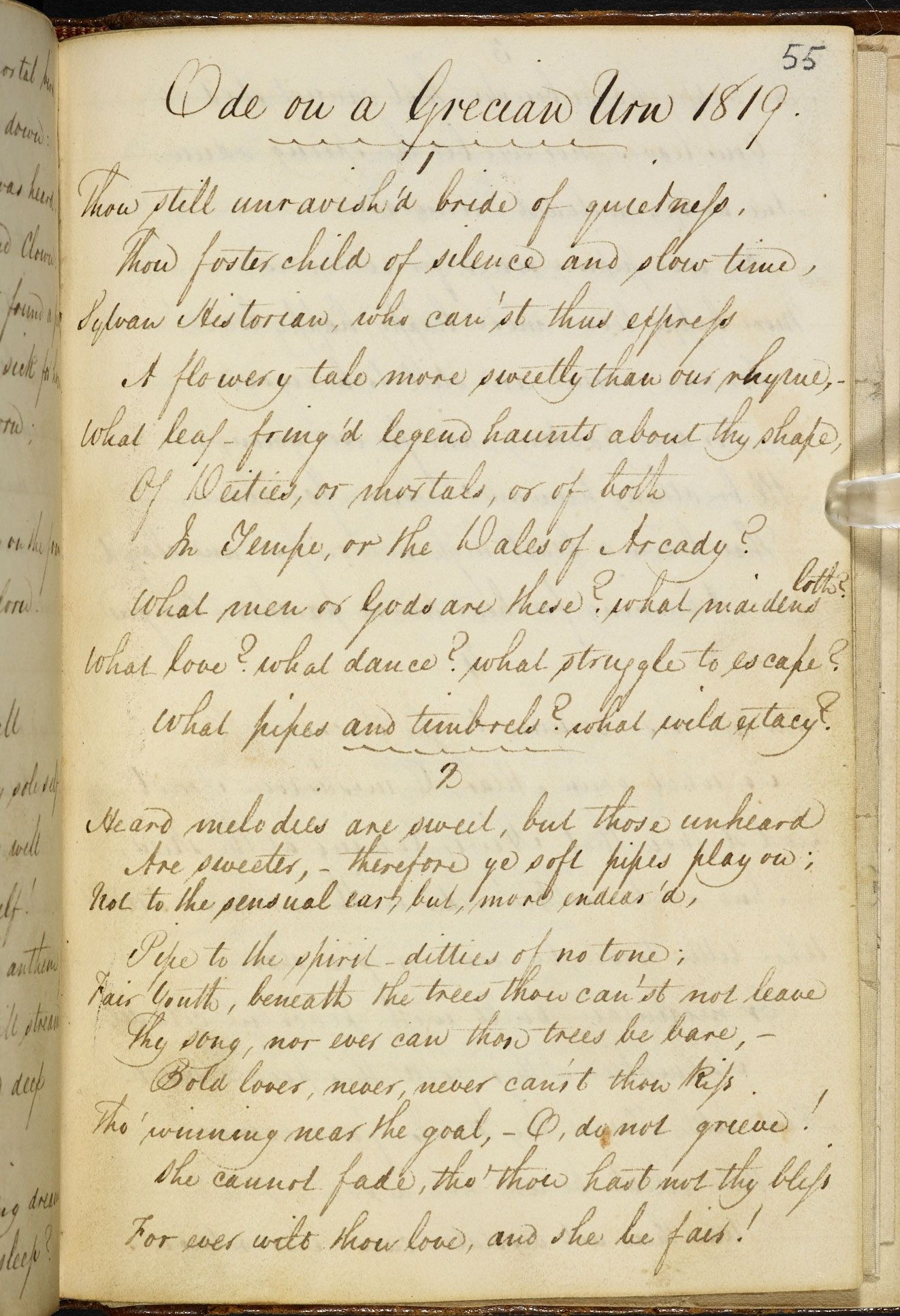
《希腊古瓮颂》现存最早的写本，由济慈的弟弟乔治·济慈 (George Keats) 于 1820 年誊写

在这首诗的开头，叙述者将古瓮比作“安静的新娘”，强调了古瓮作为静物的特征，因此叙述者能够直接描写对古瓮的看法，而非将古瓮拟人化并从古瓮的视角进行描写。 叙述者对古瓮说道：

Thou still unravish'd bride of quietness,
你激情未启的恬静新娘，
Thou foster-child of silence and slow time,
你受养于寂寂悠悠岁月，(第1-2行)

古瓮“受养于寂寂悠悠岁月”，因为这首诗所描写的古瓮由石头制成，出自一位艺术家之手，很明显，这位艺术家和其观众沟通的方式并非语言。时间对石头的影响很小，石头的老化是一个缓慢的过程，因此古瓮可以被视为一件永恒的艺术品。虽然古瓮诞生的那个时代已经结束了，但这并不影响古瓮的故事创作，正因如此，诗人将其称为“森林中的历史学家”，古瓮上的美丽图案向我们讲述着它的故事： 
Sylvan historian, who canst thus express
你林下优游的太史，能如是描绘
A flowery tale more sweetly than our rhyme:
缤纷韵事比诸我等诗韵更甜美：
What leaf-fring'd legend haunts about thy shape
何样镶叶传奇出没于你所形塑
of deities or mortals, or of both,
的神或凡，或神凡相会，
In Tempe or the dales of Arcady?
于坦佩或阿凯地山谷？
What men or gods are these? What maidens loth?
何方男子或男神？何方受迫少女？
What mad pursuit? What struggle to escape?
何等疯狂追逐？何样挣扎逃脱？
What pipes and timbrels? What wild ecstasy?
何处笛声鼓击？何等疯野狂喜？（第3-10行）

这些诗句所提出的问题过于含糊，读者无从得知古瓮上的图案描绘了什么，但这部分诗句揭示了其中的要素：男女之间的追求。 伴随着这一画面出现的旋律在第二节中得到加强： 
Heard melodies are sweet, but those unheard
听见的旋律很美，但听不见的
Are sweeter: therefore, ye soft pipes, play on;
更美：故，清柔笛声，吹吧；
Not to the sensual ear, but, more endear'd,
非为感官之耳，而是，更深情地，
Pipe to the spirit ditties of no tone:
为心灵吹奏无音小曲：（第11-14行）

沉溺爱情让人充满欲望，但心里却渴望无声的音乐，这似乎是自相矛盾的。然而，图案中的男女处于静止状态，他们永远也不能相遇：
Bold lover, never, never canst thou kiss,
勇敢恋者，永永远远无法触吻，
Though winning near the goal — yet, do not grieve;
虽几乎赢得芳心 — 然，莫伤悲；
She cannot fade, though thou hast not thy bliss,
她不会消逝，虽未臻于极乐，
For ever wilt thou love, and she be fair!
你会永远地爱，她会永远地美！（第17-20行） 

在第三节中，叙述者以对古瓮上的树说的话开头，这棵树的树叶永远不会掉落，永远都不会“告别春天”。由此看出，生命与停滞的悖论不仅仅存在于青年追求意中人的画面。第三节中，十行有三行都是以“永远”开头，与时间的联系更加紧密。诗中这首听不到的歌永不老，笛子可以永远演奏，而这让陷入爱情的人、自然和与之相关的一切事物都能够： 
For ever panting, and for ever young;
永远急吁，永远年青；
All breathing human passion far above,
远远超乎凡人炽恋，
That leaves a heart high-sorrowful and cloy'd,
使一颗心悲极腻极，
A burning forehead, and a parching tongue.
额头灼烧，舌燥热。（第27-30行） 

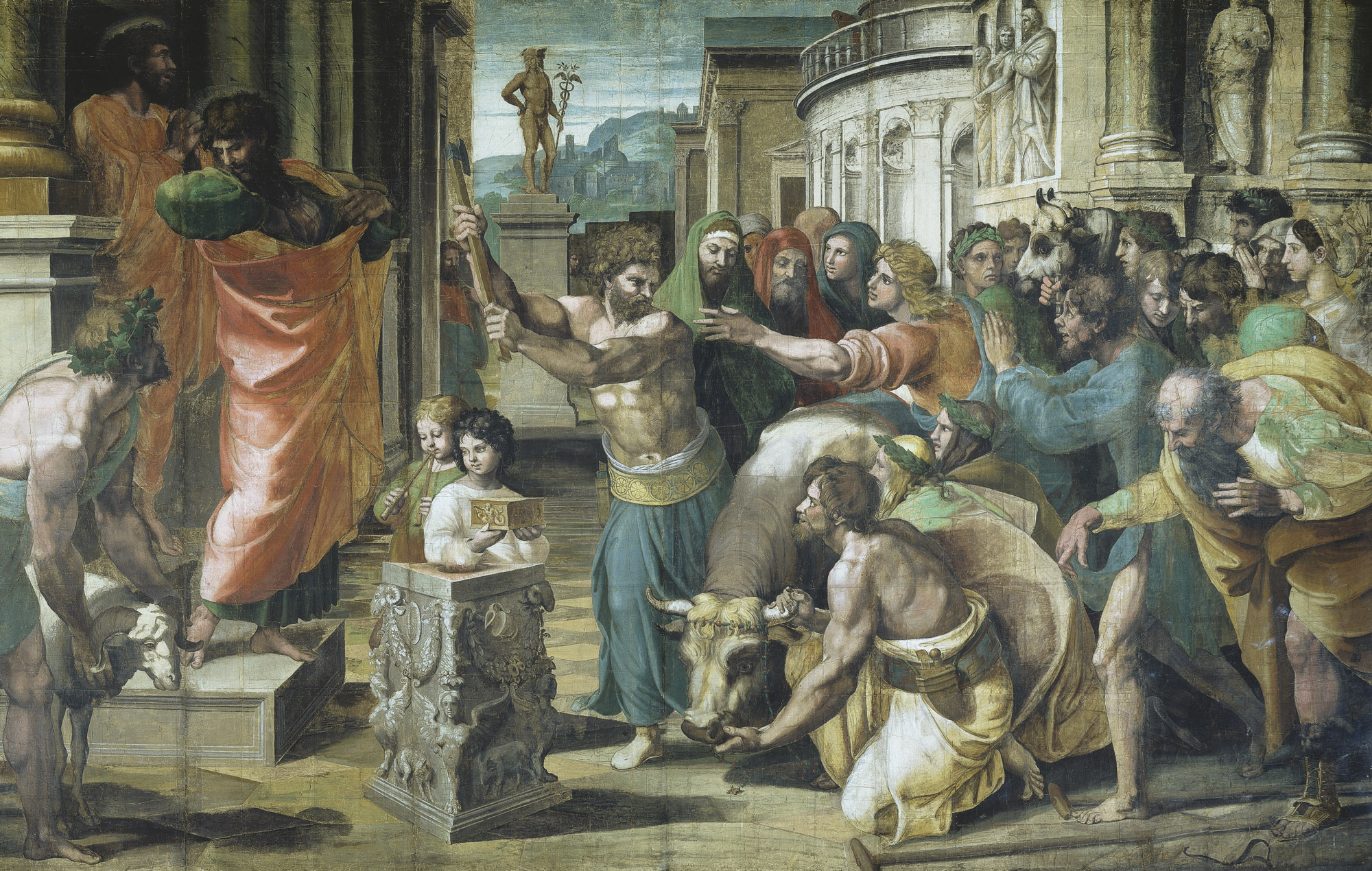
拉斐尔·圣齐奥 (Raffaello Sanzio da Urbino) 的画作《路司得的牺牲》

上面的几句诗中出现了新的悖论，永恒的恋人虽然“活着”，但已“死去”。 为了解决这种生死相生的悖论所带来的疑惑，这首诗转变视角，并开启了新的场景。 第四节开头写到了一头牝犊的献祭，所描述的画面同样出现在了埃尔金石雕、克劳德·洛兰 (Claude Lorrain) 的《向阿波罗献祭之景》(Sacrifice to Apollo) 和拉斐尔 (Raphael) 的《路司得的牺牲》(The Sacrifice at Lystra)  
Who are these coming to the sacrifice?
前来献祭为何人？
To what green altar, O mysterious priest,
前去何方绿祭坛，哦　神秘祭司，
Lead'st thou that heifer lowing at the skies,
是你引领着望空低哞的牝犊，
And all her silken flanks with garlands drest?
和她饰以花环的柔软胁腹吗？
What little town by river or sea shore,
是哪座河畔或海滨小镇，
Or mountain-built with peaceful citadel,
或依山而建的宁静堡垒，
Is emptied of this folk, this pious morn?
空无祭献信徒，无此虔祭之晨？
And, little town, thy streets for evermore
而，小镇，你的街道永远
Will silent be; and not a soul to tell
将沉寂；无一魂灵述说
Why thou art desolate, can e'er return.
为何你会荒芜，永难返。（第31-40行）

在古瓮上，这一节对应的画面只描绘了游行的队伍，诗中其余部分都来自叙述者的想象。祭坛和城镇都是想象的一部分，这首诗引入了这些可能存在的元素，挑战了艺术的局限性。诗句中所提出的问题并没有答案，没有人知道真正的答案，因为这些地点都不是真实的。最后一节的开头再次谈到了古瓮是一件永恒的艺术品： 
O Attic shape! Fair attitude! with brede
哦　雅典之形！典雅之姿！交错成列
Of marble men and maidens overwrought,
精雕细琢的男女石像，
With forest branches and the trodden weed;
伴以杂林丛枝踏径野草；
Thou, silent form, dost tease us out of thought
你，形以静默，逗引我们遐思
As doth eternity: Cold Pastoral!
一如永恒：凄寒田园牧歌！（第41-45行）

上面这几句诗写到，观赏古瓮的人难以理解其中所表现的永恒，然而，古瓮虽然“形似静默”，它仍然能够通过某种方式和观赏者进行沟通。古瓮讲述的故事虽是“凄寒的”，但却带有很强的感情色彩，瓮的故事能够给人类带来启示。诗的最后以瓮所传递的信息收尾：
When old age shall this generation waste,
当现今世代滔尽老去年华，
Thou shalt remain, in midst of other woe
你仍存留，身处他样烦忧
Than ours, a friend to man, to whom thou say'st,
异于我们，以朋友之名，对人言道，
"Beauty is truth, truth beauty, — that is all
“美即真，真即美 — 那就是全部
Ye know on earth, and all ye need to know."
你们在世上所知，你们所需要得知。”（第46-50行） 

## 主题

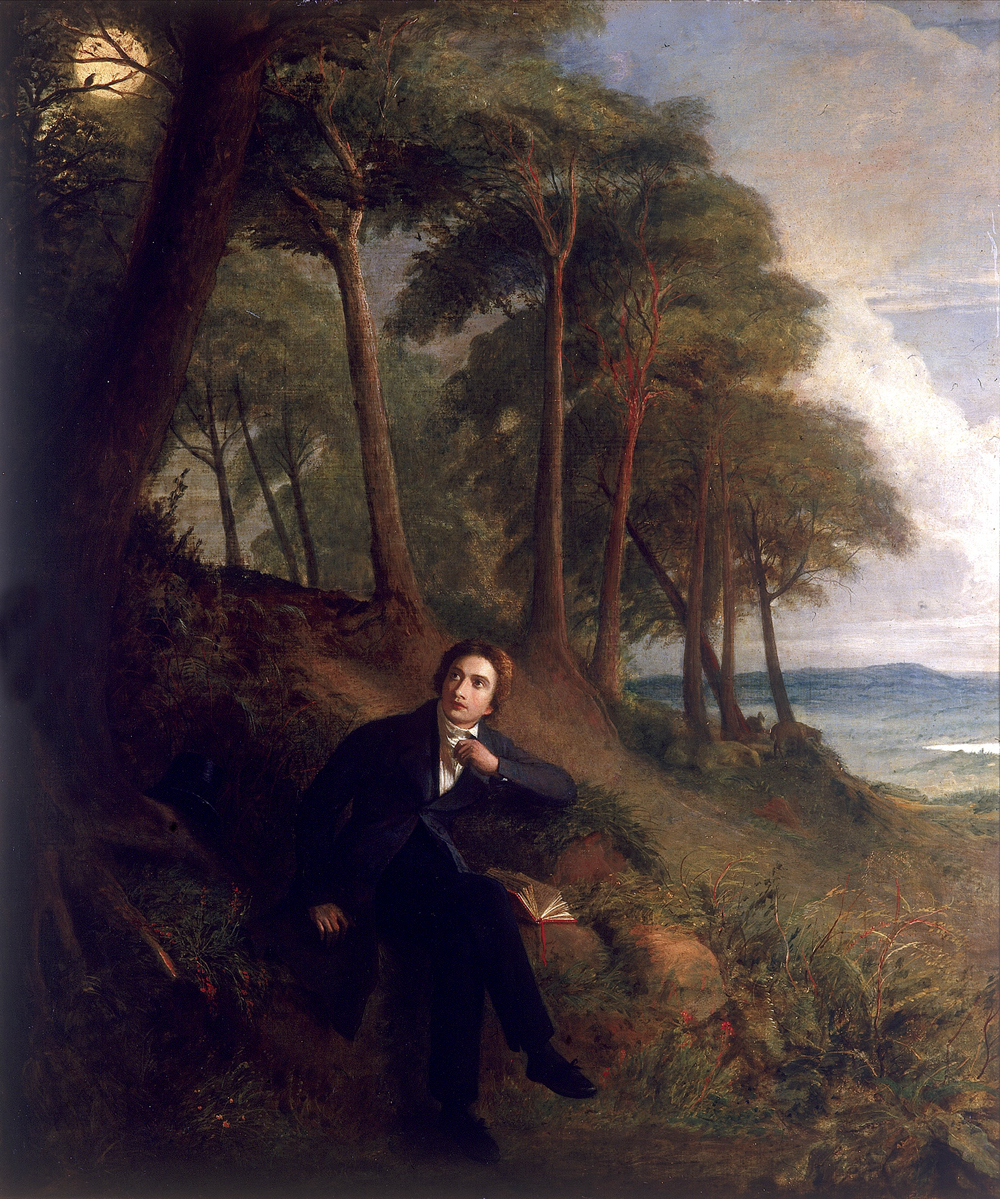
济慈像，约瑟夫·塞文绘，《在汉普特斯西斯公园聆听夜莺歌唱》

济慈创作的许多颂诗都讨论了艺术和艺术的受众，《希腊古瓮颂》便是其一。在他早期创作的诗歌中，他用了大量篇幅描写大自然的声音，如《夜莺颂》等作品只注重听觉的描写，不考虑视觉方面的刻画。但《希腊古瓮颂》的情况相反，只专注于艺术的再现。此前在《怠惰颂》中，济慈也引入了瓮作为意象，这首诗描写了古瓮上雕刻的三个人像，分别代表了“爱”、“野心”和“诗情”。《希腊古瓮颂》融合了其中的“爱”和“诗情”，重点在于瓮作为人类创造的艺术品如何能够与“真理”联系起来。这首诗表面上在写瓮，实际上明显是在描述人类活动：，包括追求心上人、制作音乐和举行宗教仪式。人应该是“美”的，瓮本身也应该是“真”的。 虽然这首诗没有加入叙述者的主观看法，但诗中对瓮的描写暗示了这些意象来自人类，来自观察这个古瓮的人类。 古瓮引起叙述者的“遐思”，这首诗也许会以同样的方式引起评论家思考，于是引出了最后几句诗词，这几句的意思非常模糊：“‘美即真，真即美，——那就是全部/你们在世上所知，你们所需要得知。’”由于诗中没有明确地指出这是不是古瓮所说的话，这让读者不禁思考到底是谁在说这些话、对谁说、这些话又是什么意思，如此，读者也和叙述者一样在读诗或是叙述的过程中产生了疑问和思考。